# 신경준 고지도
신경준 고지도(申景濬 古地圖)는 조선 시대 신경준이 제작한 지도 2매이다. 전라북도의 유형문화재 제89호로 지정되어 있는 문화재로, 대한민국 순창군 순창읍 가남리에 있다.
조선조 영조와 정조 때의 유명한 실학자인 여암(旅庵) 신경준이 군사도의 형식으로 작성하여 후손들에게 전해오고 있는 옛날 지도 2매가 있다. 지도에는 명칭이 없으나 편의상 「북방강역도(北方彊域圖)」와 「강화도 이북의 해역도(江華島 以北의 海域圖)」로 이름을 붙였다. 오랜 시일을 지나면서 여러 사람들의 손길이 닿아 약간 훼손된 부분이 있으나 잘 보관되어 온 편이며 현재는 설씨부인(薛氏夫人)의 권선문첩(勸善門帖, 보물 제728호)과 함께 고령 신씨 종손인 신남두(申南頭)의 본가에 세워진 보호각(保護閣, 1990년 신축)에 보관 관리되고 있다.

## 구분
전북특별자치도 유형문화재 제89호의 고지도에 정식 명칭이 없기 때문에 편의상 북방강역도(北方彊域圖)와 강화도 이북해역도(江華島以北海域圖)로 구분할 수 있다.
북방강역도는 지질이 두꺼운 한지로 제작되었으며 가로 73.5cm, 세로 111cm의 대형지도로 황해도에서 백두산에 이르는 산천(山川), 성책(城柵), 도서(島嶼), 지명(地名), 거리(距離) 등을 자세하게 나타내고 있다. 특히 백두산 부근의 지명과 마을 이름, 거리 등을 적어 놓아 군사용 지도로 제작된 듯하다.
강화도 이북해역도는 북방강역도보다 3배 이상 크다. 북방강역도의 종이보다 훨씬 얇은 종이를 썼으며, 워낙 길기 때문에 가로 세로로 세폭의 종이를 붙였으며 세로의 아랫부분에도 210cm 가량의 종이를 두 폭 더 붙였다.
그래서 가로가 272cm, 세로가 83cm인 대형지도인데 우측에는 강화도로부터 좌측에는 압록강 하구·대하도·소하도·신도에 이르기까지 크고 작은 섬들을 모두 그렸으며 거리를 표시하였고 해초(海草), 암초(暗礁)까지 그림으로 나타냈기 때문에 국방상 중요한 관방도이다.
이 지도의 제작자인 신경준은 신말주(申末舟)의 후손으로 천문, 지리, 음운학에 밝았다. 특히 그는 조선팔도의 산천 지리에 대하여 자세히 알고 있었기 때문에 왕명으로 정상기의 ＜동국여지도(東國輿地圖＞와 팔도분도 등을 감수하였다. 그의 저서로는 강계지(疆界誌), 산수경(山水經), 도로고(道路考), 산경표(山經表) 등의 지리서와 여암집(旅庵集)이 있다.

## 같이 보기
- 신경준
- 산경표

## 참고 자료
- 「풍수지리 교과서」, 자연 생태학(한국의 산천), 고제희 저, 문예마당(2009년, 263~267p)